# Червленна
Червленна (рос. Червлённая) — станиця у Шелковському районі Чечні Російської Федерації.
Населення становить 10 866 осіб (2019). Входить до складу муніципального утворення Червленське сільське поселення.

## Історія
Згідно із законом від 14 липня 2008 року органом місцевого самоврядування є Червленське сільське поселення.

## Населення
| 1878    | 1926    | 1939    | 1959  | 1970    | 1979    | 1990    |
| ------- | ------- | ------- | ----- | ------- | ------- | ------- |
| 4239    | ↗6608   | ↗7405   | ↘5014 | ↗5536   | ↗5803   | ↗6204   |
| 2002    | 2010    | 2012    | 2013  | 2014    | 2015    | 2016    |
| ↗7854   | ↗9545   | ↗9832   | ↗9941 | ↗10 110 | ↗10 315 | ↗10 431 |
| 2017    | 2018    | 2019    |       |         |         |         |
| ↗10 584 | ↗10 686 | ↗10 866 |       |         |         |         |